# Хохловкин, Абрам Еремеевич
Абра́м Ереме́евич (И́рмиевич) Хохло́вкин (1878, Никополь — не ранее 1941) — российский кинофабрикант, советский организатор кинопроизводства, один из пионеров российского кинематографа.

## Биография
Родился в 1878 году (по другим сведениям в 1881 году) в Никополе Екатеринославской губернии в еврейской семье.
В 1900-е годы был представителем французской фирмы «Эклер», сотрудничал с кинопредприятиями «Вита», «Русская лента», «Глория», фирмами А. Талдыкина и А. Дранкова, К. Паганелли, С. Перского, С. Лурье. В 1913 году контора Хохловкина располагалась в «кинематографическом доме» на Невском проспекте, дом 88 в Санкт-Петербурге. В начале 1914 года приступил к производству собственных картин и покупке негативов. В 1915 году получил разрешение от Канцелярии старшего инспектора по надзору за типографиями, литографиями и тому подобными заведениями и книжной торговлей в Петрограде на открытие мастерской фотографических и кинематографических работ, создал собственную кинофирму — Фабрика кинематографических картин А. Е. Хохловкина. В 1915 году на промышленной выставке а Риме картины А. Е. Хохловкина были удостоены высшей награды — Гран-при (итал. Gran Premio). В 1916 году на Каменноостровском проспекте был построен павильон фабрики и оборудована лаборатория. Кинофирма имела своё отделение в Кисловодске и входила в число наиболее известных кинокомпаний Российской империи. В сентябре 1916 году из-за нехватки киноплёнки кинокофабрика временно прекратила работу. Кроме Фабрики кинематографических картин Хохловкину принадлежала кинофирма «Светосил», которую он купил летом 1915 года. Являлся пайщиком кинематографического предприятия «Артист», созданного в начале 1916 года. Входил в состав правления Товарищества Петроградских владельцев кинотеатров и кинодеятелей (1917). Жил на Невском проспекте, № 88. После Октябрьской революции кинокомпания Хохловкина была национализирована. 
В 1919—1920 годах работал в Петроградском музее Мировой войны и революции. В письме начальнику просветительного отдела Политического управления Революционного военного совета Республики Н. Д. Шаров отмечал, что Хохловкин хоть и «не специалист музейного дела и занимается лишь полтора года, но человек незаурядной инициативы, с большими организаторскими способностями». По плану Хохловкина и под его руководством были организованы Трудовые мастерские для инвалидов войны 1914—1918 годов.
В 1922 году совместно с М. И. Горховером владел кинотеатрами «Луч I» и «Луч II» в Петрограде.
В 1923 году — директор прокатной конторы «Кино-Москва», выезжал за границу для закупки новых фильмов и материалов. Входил в состав Художественного совета 1-го Киноколлектива. В ноябре 1923 года был назначен директором Петроградского отделения Госкино (по другим сведениям — заведующий Петроградским отделением Госкино).
В 1925—1926 годах — директор производства и член правления, директор Ленинградской фабрики Госкино. 21 июня 1925 года выступил с докладом в Ленинградском отделении Ассоциации революционной кинематографии (АРК) о кинопроизводстве в СССР и о работе Ленинградской фабрики Госкино. Являлся руководителем 1-й Кавказской экспедиции, проводившей натурные съёмки в Дагестане по картине «Под властью Адата» (1925). Избирался кандидатом в члены бюро Фотокиносекции при Ленинградском отделении Всерабиса (1926).
В 1928—1929 годах — уполномоченный ВУФКУ в Ленинграде. В 1928—1930 годах — член правления Ленинградского отделения Русского театрального общества, созданного М. Г. Савиной (РТО).
В 1930—1931 годах — заведующий производством Художественно-репродукционных мастерских «Худрепмас» сектора науки Наркомпроса РСФСР. В 1932—1934 годах работал в дирекции, управлении Мурманской железной дороги. Последняя должность до ареста — начальник снабжения ликёро-водочного завода в Горьком.
Арестован в 1941 году по политическим мотивам. Приговорён по статье 58-6, 58-10 к трём месяцам лишения свободы.
Дата и место смерти неизвестны.

## Семья
- отец —  Ирма Ицкович Хохловкин (1852—?), никопольский мещанин[3], после смерти матери вторым браком (2 января 1907 года в Одессе) женился на вознесенской мещанке Лее Берковне Гоменской (в замужестве Хохловкиной, 1862—1920)[3][46];
- брат — Наум Еремеевич Хохловкин (1886—1942), фотолаборант на киностудии[47][48];
- жена (с 16 октября 1905 года) — Хая Берковна Хохловкина (в девичестве Шор, 1883—?), дочь никопольского мещанина (брак был заключён в Никополе)[1].

## Фильмография

### Продюсер
- 1913 — Танго
- 1914 — Рукой безумца или гордиев узел
- 1915 — Бой в Рижском заливе
- 1915 — В лапах профессора-афериста / Жертва науки
- 1915 — Живой мертвец
- 1915 — История её подвязки (совм. с П. Пендрие)
- 1915 — Нашим посетителям пасхальное яичко
- 1915 — Ночь и луна... Он и она...
- 1915 — Погубленный страстью предатель / Отравленный любовью
- 1915 — Удаль казацкая
- 1916 — Ах, что за ночь то была
- 1916 — Герои и трофеи турецкой твердыни — крепости Эрзерума
- 1916 — Дневник горничной
- 1916 — Дядя Пуд в Луна-парке (совм. с А. Дранковым)
- 1916 — Полудевы
- 1916 — Преступный муж / Перед лицом отравленной
- 1916 — Чемпион наизнанку
- 1917 — Дочь палача
- 1917 — Жена-куртизанка
- 1917 — Жизнь начинается завтра
- 1917 — Когда пробуждается зверь
- 1917 — Месть падшей
- 1917 — Опасный возраст / Женщина в сорок лет

### Сценарист
- 1917 — Месть падшей